# Sojusekspertisa
Sojusekspertisa der HIK RF (SOEX) (russisch АНО "Союзэкспертиза" Торгово-Промышленной Палаты РФ (СОЭКС), Eigenschreibweise SOYUZEXPERTIZA) ist eine unabhängige russische Expertenorganisation mit einer Holdingstruktur und dem Hauptsitz in Moskau. Sojusekspertisa ist eine Tochtergesellschaft der Handels- und Industriekammer der Russischen Föderation (HIK RF). Die Hauptgeschäftsfelder des Unternehmens sind Inspektion, Zertifizierung, Gutachten, Labortests, Warenanmeldung, Verifizierung, Prüfung von Waren und Dienstleistungen für russische und internationale Unternehmen. Das Unternehmen verfügt über eigene Testlabors sowie das Zentrum für Gutachten und Analysen.

## Unternehmensstruktur und Netzwerk
Sojuzekspertisa hat 37 eigene Niederlassungen in den Großstädten und Häfen Russlands und bietet die Dienstleistungen zusätzlich über 180 regionale Handels- und Industriekammern des russischen Kammerdachverbandes an.
Als Tochtergesellschaft der Handels- und Industriekammer der Russischen Föderation ist Sojuzekspertisa in das operative Tagesgeschäft und Projekte des Kammerdachverbandes mit einbezogen. Die Expertenholding führt gemeinsame Projekte mit anderen Tochtergesellschaften der HIK durch, darunter der führenden nationalen Messegesellschaft Expocentre und dem ältesten nationalen Unternehmen für Urheberrechtsschutz.

## Geschichte
In den Jahren nach der Oktoberrevolution und dem Bürgerkrieg begann sich in der Sowjetunion das System der Handelskammern und der inhaltlich verbundener Strukturen, unter anderem im Bereich der Warengutachten und des Patentwesens neu zu firmieren. Im Jahr 1923 entstand unter dem Dach der 1921 im Petrograd gegründeten nordwestlichen Handelskammer das erste Büro für Warengutachten, womit der Grundstein für die heutige Dienstleistungsgesellschaft Sojuzekspertisa gelegt wurde. 
In den 1930er Jahren wurde die neu geschaffene Großunionshandelskammer in Moskau vom Staat bevollmächtigt, unter anderem die Erfindungen zu patentieren, die Marken und Muster zu registrieren und den Warenursprung zu prüfen. Der Aufbau eines einheitlichen nationalen Warenprüfungszentrums konnte während des 2. Weltkrieges vorerst nicht umgesetzt werden. Jedoch wurden die Kammeraktivitäten im Bereich der Warengutachten bereits in den Kriegsjahren erheblich ausgeweitet. 
Seit 1957 wurde die Großunionshandelskammer offiziell dazu berechtigt, die Warenprüfungen in der gesamten Sowjetunion durchführen. Ende der 1950er Jahre übernahmen die extra etablierten Expertenausschüsse sowie die Beratungs- und Methodikausschüsse diverse Geschäftsaufgaben und ermöglichten dadurch für eine zusätzliche Qualitätssicherung der Dienstleistungen. 
In den 1960er Jahren folgten weitere Maßnahmen zum Ausbau des Dienstleistungsangebotes und der Sicherung interner Fachexpertise.
Im Jahr 1988 wurde die Vereinigung Sojuzekspertisa der Handels- und Industriekammer der UdSSR gegründet, die nach der Gründung der Handels- und Industriekammer der Russischen Föderation in 1993 weiterhin als Struktur innerhalb des nationalen Kammerdachverbandes geblieben ist. 
1999 wurde dem Unternehmen der Status einer unabhängigen non-profit Organisation zugewiesen. In 2003 wurde das kommerzielle Holdingunternehmen Sojusekspertisa der HIK Russland (SOEX) mit 30 eigenen Organisationen (Niederlassungen) in den Großstädten und Häfen Russlands gegründet.

## Dienstleistungen
Das Unternehmen erbringt Dienstleistungen in folgenden Branchen:
- Landwirtschaft - Beratung über Anforderungen und gesetzliche Vorschriften in Russland; Zertifizierungen, Gutachten und Anmeldungen; Testproben im eigenen Labor; Begleitung des Herstellungs- und Lieferprozesses.
- Lebensmittelproduktion - Beratung über Anforderungen und gesetzliche Vorschriften in Russland; Unterstützung beim Zugang zu den öffentlichen Beschaffungen für russische Großkonzerne und Innenbehörden.
- Pharma- und Kosmetikbranche - Konformitätserklärung und Konformitätsbescheinigungen für Rohstoffe und Fertigprodukte; chemische Tests und Analysen; toxikologische Studien bzw. Risikobewertung (TRA); Verpackungstests; Zertifizierungsprogramme; Anmeldungen bei der Föderalen Akkreditierungsstelle RusAccreditation (Rosakkreditazia).
- Konsumgüter und Handel - Prüfung und Zertifizierung; Inspektionsservice für Rohstoffe, Fertigprodukte und Verpackung; Lieferantenaudit; Gutachten von Warenretouren; Beratung über Entwicklung und Qualitätssicherung von Produkten, Prozessen und Lieferketten.
- Baugewerbe - Überprüfung der Bauplan- und Budgetkonformität; Beratung und Projektbetreuung vor dem Baubeginn und in den Bauphasen sowie in Baustreitverfahren.
- Gesundheitswesen - Konformitätsprüfung mit Anforderungen und Standards in Russland und anderen Ländern; Unterstützung bei Produkteinführung auf dem russischen Markt; Gutachten-, Labor- und Zertifizierungsservices.
- Hotel- und Gastgewerbe - Bestätigung der Klassifizierung (inkl. Sterneklassifizierung) und Rating-Bewertungen; Kontrolle der Qualitätsmanagementsysteme; Labortests und Laboranalytik; Inspektionsdienste, Energieaudit; Lieferantenaudit.
- Logistik - Qualitäts- und Mengenkontrolle der Güterladungen in Lieferunternehmen und Häfen; Verpackungstests; Audits, Risikomanagement, Störfallmanagement; Personalzertifizierung und Schulungen.
- Maschinenbau - Tests, Konformitätsbewertungen von Prozessen und Projekten; Erstellung von Konformitätsbestätigungen mit russischen gesetzlichen Vorschriften und Normen für Qualität, Effizienz, Sicherheit und Gesundheitsschutz in der Industrie sowie mit internationalen Regelwerken und Vertragsordnungen.
- Erdölindustrie - Inspektionen, Gutachten und Zertifizierung von der Produktion bis hin zum Versand von Rohstoffen und Fertigprodukten; Prozessoptimierung von Erdölexploration- und Förderung.
- Finanzbranche und Bankensektor - unabhängige Schätzung, Bewertung und juristische Gutachten von verschiedenen Eigentumsarten (Gebäude, Geräte und Anlagen, Unternehmenseigentum, geistiges Eigentum).

## Mitgliedschaften
Sojusekspertisa der HIK Russland (SOEX) ist Mitglied in folgenden nationalen und internationalen Organisationen und Verbänden:
- TIC Council (Testing, Inspection and Certification), Belgien
- Komitee für Wirtschaftszusammenarbeit mit den Ländern der Lateinamerika, Russland
- Verband der Fachplaner, Russland
- Verband kleiner und mittelständischer Bauunternehmen des Wirtschaftsverbandes OPORA, Russland
- Interregionale Vereinigung von Gutachter der Energiebranche, Russland

Mitarbeiter von Sojusekspertisa sind Mitglieder in Ausschüssen, Arbeitsgruppen und Räten der HIK RF, der Föderalen Agentur für technische Regulierung und Metrologie Rosstandard, der Föderalen Akkreditierungsstelle RusAccreditation, der Vereinigung der Schätzer.
Das Unternehmen arbeitet mit internationalen Gutachtenorganisationen zusammen, darunter Baltic Control, Bureau Veritas, Control Union, Intertek, I.E.I. und Omic.

## Internationale Projekte
Seit den 1970er Jahren begleitet Sojusekspertisa den Aufbau und Sanierung infrastruktureller und industrieller Großobjekte im Ausland und bietet den internationalen Auftraggebern Dienstleistungen an, darunter Abnahmeprüfungen, Vorversandkontrolle, Terminüberwachung für Fertigung und Lieferung von Industrieanlagen. 
In Argentinien übernahm Sojusekspertisa die Qualitätskontrolle von Anlagen in den Wasserkraftwerken Salto Grande, Piedra del Aguila und Los Caracoles.

## Aktivitäten
Im Rahmen der 2017 beschlossenen strategischen Neuausrichtung führt das Unternehmen eine Reihe von Maßnahmen, darunter die Qualitätssicherung von Geschäftsprozessen und die Erweiterung des Kundenstamms durch. Zur Erweiterung internationaler Kooperationen baut das Unternehmen strategische Partnerschaften mit Zertifizierungs- und Gutachtenorganisationen aus China, Indien, Vietnam, Südkorea, Kuba, Ecuador und Usbekistan aus.
Seit August 2019 ist Sojusekspertisa Mitglied im technischen Ausschuss für Standardisierung „Ökologische Landwirtschaftsproduktion, Rohstoffe und Lebensmittel“. Zu den Aufgaben des Ausschusses von Rosstandard gehören die Entwicklung, Gutachten, Abstimmung und Entwurfsausarbeitung von nationalen, bilateralen und internationalen Standards in der ökologischen Lebensmittelwirtschaft. Eine gemeinsame Initiative des russischen Landwirtschaftsministeriums, der Föderalen Agentur für technische Regulierung und Metrologie Rosstandard und des Nationalen Systems für Qualitätskontrolle soll eine rechtlich bindende Trennung zwischen einer ökologischen und organisch-biologischen Lebensmittelwirtschaft ermöglichen und somit für mehr Transparenz bei den Endverbrauchern sorgen. Der Ausschuss ist ein Teil des Maßnahmenkatalogs zur Etablierung einer modernen Industrie für ökologische Lebensmittel in Russland.
Sojusekspertisa engagiert sich nach eigenen Angaben für die Sicherung der Warenqualität und den Schutz gegen Produktfälschungen in der Konsumgüterbranche. Die Holding fungiert als Mitveranstalter und Jurymitglied von Produktwettbewerben auf diversen internationalen Fachmessen in Russland, darunter Mebel (Möbel), Houshold Expo, Textillegprom (Textil- und Leichtindustrie) und MIT DETSTWA (Welt der Kindheit).